# Битва при Роналдсвэе
Битва при Роналдсвэе произошла 8 октября 1275 года между мэнской армией и шотландскими силами. Сражение закончилось победой Шотландии.

## Предыстория
Остров Мэн вошёл в состав Шотландии в 1266 году. Но власть Александра III не была прочной. В 1275 году на острове началось восстание против шотландского правления, которое возглавил Годред Магнуссон. В ответ, Александр III отправил на остров карательную экспедицию. Шотландцы высадились на острове 7 октября 1275.

## Ход битвы
Мэнцы вступили в бой на рассвете 8 октября 1275. В последующем бою они были полностью разгромлены. Всего погибло 537 мэнцев, включая Годреда Магнуссона.

## Последствия
Остров вернулся под власть Шотландии.

## Раскопки в1936 году
В 1936 году при расширении аэропорта острова Мэн строители наткнулись на большое количество захороненых тел. Археологи считают, что она является братской могилой погибших в этой битве.